# Collection Kesauri
Vous pouvez aider à l'améliorer ou bien discuter des problèmes sur sa page de discussion.
- Il n’est pas rédigé dans un style encyclopédique. (Marqué depuis novembre 2018)
- Il est orphelin : moins de trois articles lui sont liés. Aidez à ajouter des liens en plaçant le code [[Collection Kesauri]] dans les articles relatifs au sujet. (Marqué depuis novembre 2018)

La Collection Kesauri est une collection de la famille Kesauri[Qui ?] de travaux de peintres connus de la Renaissance à nos jours. Des œuvres de la collection sont régulièrement exposées dans des musées et des galeries de pays de l'Union européenne sous forme d'expositions individuelles.
Au cours de la période allant de 2013 à début 2019, 68 expositions ont été organisées. 
Pour l'organisation des expositions des œuvres issues de sa collection, la famille Kesauri reçoit de nombreux remerciements de la part des musées et des municipalités de différents pays, ainsi que de la part des ambassadeurs des pays dont les peintres des œuvres desquels ont été exposés sont issus ,. 

## Création de la collection
La collection a été créée par le biais d'achats auprès de personnes privées, en ventes aux enchères, ainsi que par la réception sous forme de cadeaux des œuvres d'art originales réalisées selon diverses techniques et de différents genres, aussi bien uniques que réalisées en séries — en lithographie, sculpture, bas-relief, médaille, sérigraphie sur métaux précieux et soie, travail de design, bijou). La collection comprend également des objets commémoratifs et personnels d'artistes et de personnalités célèbres du monde de l'art et de la culture.

## Collections
Les collections comptent plus de 2 600 objets.
- Salvador Dalí : environ 1 500 objets, soit la plus grande collection de médailles originales de Dali au monde, des objets commémoratifs, des autographes de membres de la famille, des souvenirs liés aux employés, spécialistes et amis de Dali et Gala, des dessins, des travaux de série et de design, des sculptures, des céramiques, des bijoux, du travail pour des fabricants de boissons alcoolisées, des parfums et de la haute couture.
- Marc Chagall : 57 œuvres dans la technique de la lithographie.
- Giorgio De Chirico : 75 œuvres dans la technique de la lithographie.
- René Magritte : 57 œuvres dans la technique de la lithographie.
- Henry Moore : 11 travaux en lithographie, en bas-relief, en sérigraphie d'argent, des travaux reliés par des sujets dans des portfolios.
- Edgar Degas : 45 œuvres dans la technique de l'héliogravure.
- Henri de Toulouse-Lautrec : 45 œuvres dans la technique de la lithographie et de la gravure, des travaux reliés par des sujets dans des portfolios.
- Hans Holbein le Jeune : 80 œuvres dans la technique de la gravure sur bois.
- Leonor Fini : 75 œuvres dans la technique de la lithographie, travaux de design.
- Renato Guttuso : 89 œuvres dans la technique de la lithographie, travaux de design, bijoux.
- Eugène Delacroix : 19 œuvres dans la technique de la lithographie.

Plus de 400 œuvres dont celles de Victor Brauner, Arno Breker, André Breton, Jean Carzou, Paul Cézanne, Mikhaïl Chemiakine, Jean Commère, Frédéric Delanglade, André Derain, Óscar Domínguez, Max Ernst, Lucien Fontanarosa, Piero Fornasetti, Ernst Fuchs, Alexandre Garbell, Armand Guillaumin, Paul Guiramand, Jacques Hérold, Wifredo Lam, Jacqueline Lamba, Amanda Lear, Jacques Lipchitz, Édouard Manet, André Masson, Jean-Pierre Maury, André Minaux, Joan Miró, Berthe Morisot, Ernst Neïzvestny, Orlando Pelayo, Paloma Picasso, Camille Pissarro, Antoni Pitxot, Charles Pry, Lorenzo Quinn, Man Ray, Pierre-Auguste Renoir, Oleg Shupliak, Luc Simon, Dorothea Tanning, Jean Vérame.

## Choses mémorielles deVladimir Vyssotskiet deMarina Vlady[3]
- Aux enchères à l'hôtel Drouot le 25 novembre 2015[4],[5],[6],[7] ont été achetés 10 lots, exposés par Marina Vlady, liés à elle personnellement, à Vladimir Vyssotski, à Mikhaïl Chemiakine, à Vadim Toumanov :
- 6 lithographies de Mikhaïl Chemiakine[8], avec initiations à Marina Vlady et Vladimir Vyssotski
- 2 bosselages - cadeaux de mariage de Géorgie[8]
- Chaîne en or - un cadeau de Vadim Tumanov[8]
- la Divine Comédie de Salvador Dalí de leur collection.
- Autographe manuscrit du poème de Daniel Olbrychski[8], offert en tant que cadeau pour la prochaine exposition consacrée à Vladimir Vyssotski[9].

## Œuvres d'art originales et de design de stars de cinéma
Environ 70 œuvres de Drew Barrymore, David Bowie, Michael Caine, George Clooney, Jean Cocteau, Penélope Cruz, Tony Curtis, Peter Falk, Federico Fellini, Whoopi Goldberg, Tonino Guerra, Eugène Ionesco, Samuel L. Jackson, Grace Kelly, Nicole Kidman, Sophia Loren, Jean Marais, Marcel Marceau, Ewan McGregor, Demi Moore, Roger Moore, Anthony Quinn, Claudia Schiffer, Arnold Schwarzenegger, Jane Seymour, Sylvester Stallone, Gloria Swanson, Justin Timberlake.